# Emerita analoga
Emerita analoga är en kräftdjursart som först beskrevs av William Stimpson 1857.  Emerita analoga ingår i släktet Emerita, och familjen Hippidae. Inga underarter finns listade. Utbredningsområdet är östra Stilla havet. I Peru kallas de för muy-muy och de lever i sanden utmed havsstränderna. Kan tillagas och smakar ungefär som räkor. Kan användas i ceviche mixada.

## Bildgalleri

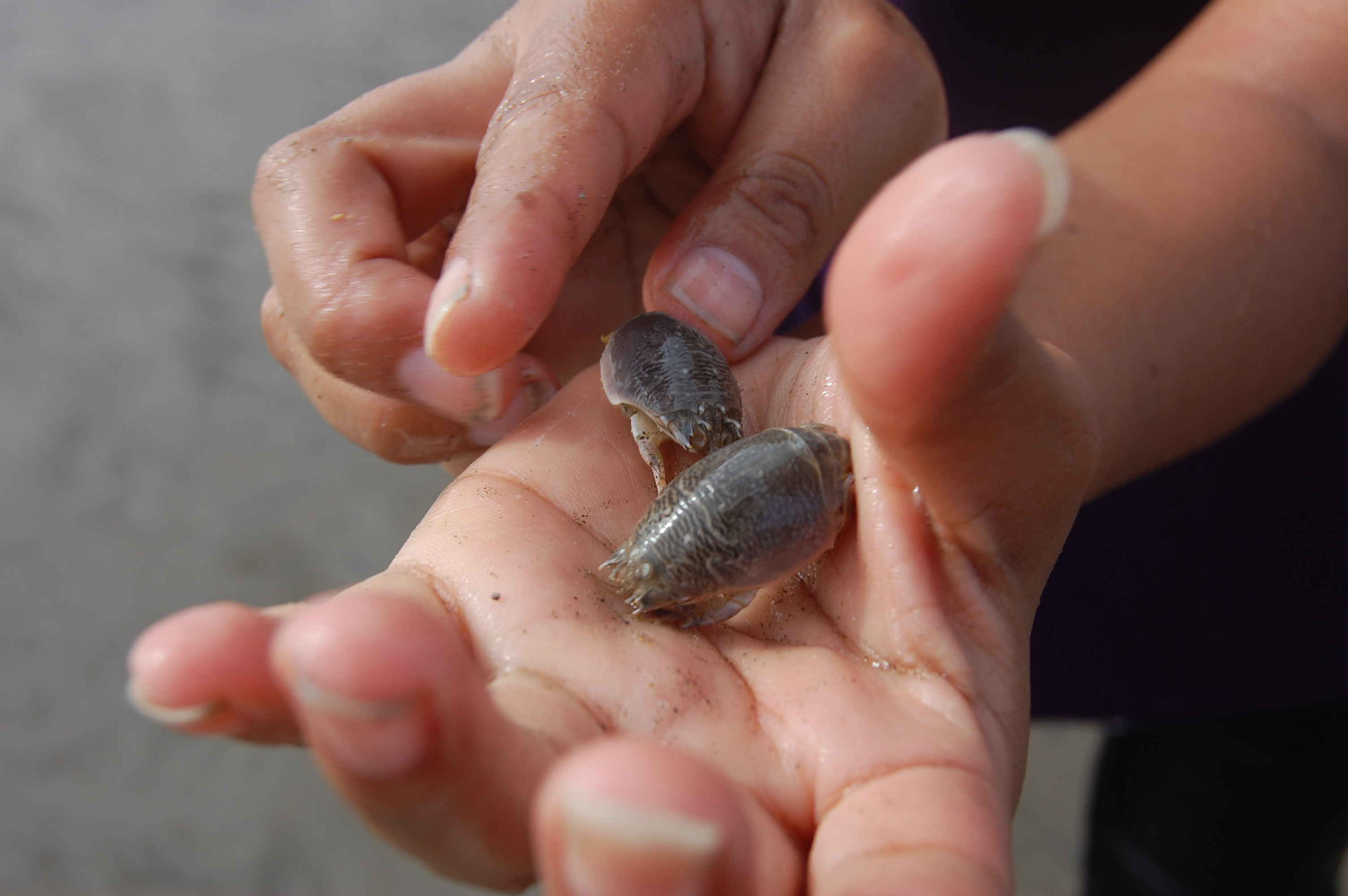
Muy-muy, Emerita analoga
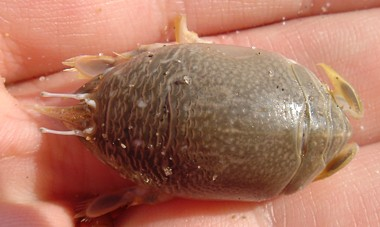
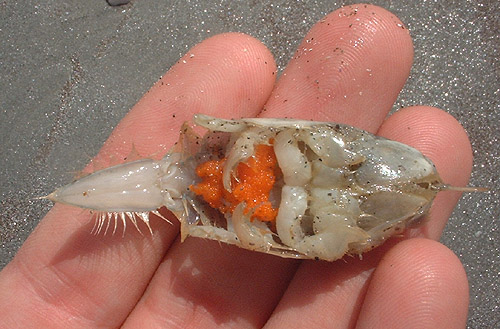